# Zacualpan de Amilpas
Zacualpan de Amilpas è un comune del Messico, situato nello stato di Morelos.